# Bagdad (Kentucky)
Bagdad egy jogi személyiség nélküli település az Amerikai Egyesült Államok Kentucky államának Shelby megyéjében. A 12-es és a 395-ös kentucky-i főútvonalak találkozásánál fekszik.

## A település
Bagdad a szülővárosa Martha Layne Collinsnak, Kentucky első és eddig egyetlen női kormányzójának.

## Fordítás
- Ez a szócikk részben vagy egészben  a   Bagdad,Kentucky című angol Wikipédia-szócikk fordításán alapul.  Az eredeti cikk szerkesztőit annak laptörténete sorolja fel. Ez a jelzés csupán a megfogalmazás eredetét és a szerzői jogokat jelzi, nem szolgál a cikkben szereplő információk forrásmegjelöléseként.